# Andreiașu de Jos
Andreiașu de Jos è un comune della Romania di 2 010 abitanti, ubicato nel distretto di Vrancea, nella regione storica della Moldavia. 
Il comune è formato dall'unione di 7 villaggi: Andreiașu de Jos, Andreiașu de Sus, Arșița, Fetig, Hotaru, Răchitașu, Titila.